# Alfred Kelbassa
Alfred Kelbassa (Gelsenkirchen, 21 aprile 1925 – Dortmund, 11 agosto 1988) è stato un calciatore tedesco occidentale, di ruolo attaccante.

## Carriera

### Club
Fece parte del famoso attacco dei Tre Alfredo insieme ad Alfred Preißler e ad Alfred Niepieklo nel Borussia Dortmund degli anni '50.
Col Borussia Dortmund fu campione nazionale nel 1956 e nel 1957 e collezionò 192 presenze e 114 gol.

### Nazionale
Con la Nazionale vestiva la maglia numero 15 (in tempi in cui i giocatori in campo avevano maglie dall'1 all'11).
Conta 6 presenze e 2 gol e ha preso parte ai Mondiali 1958 in Svezia.

## Palmarès

### Competizioni nazionali
- Campionato tedesco: 2

1955-1956, 1956-1957

### Individuale
- Capocannoniere dell'Oberliga Ovest: 2

1957 (30 gol), 1958 (24 gol)